# Human Resource Management
Human Resource Management (HRM) er en disciplin indenfor ledelse, der ønsker at integrere hver enkelte medarbejders behov og personlige ressourcer i arbejdet. Ofte forbinder man ting som medarbejderudviklingssamtaler (mus), personlighedstest og tilfredshedsundersøgelser med HRM.
Begrebet svarer i en dansk oversættelse til personaleadministration.

## Begrebets historie
Blandt begrebets vigtigste grundlæggere regnes den australsk/amerikanske psykolog George Elton Mayo (1880-1949). Han udførte gennem en årrække forskellige eksperimenter hos amerikanske Western Electric Company. Eksperimenter hvis resultater viste en sammenhæng mellem de uformelle sociale relationer på arbejdet og arbejdernes effektivitet.
Mayo startede egentlig med at undersøge, hvordan de fysiske omgivelser på arbejdspladsen spillede ind på arbejdernes effektivitet. Derfor udførte han eksperimenter, hvor han over tre år studerede en arbejdsgruppe, som var blevet anbragt i et særskilt rum i forhold til den øvrige produktion. Her kunne han ændre på forskellige parametre som fx belysning, pauser og ekstra belønninger for at se, hvordan ændringerne påvirkede arbejdernes effektivitet.
Næsten uanset hvilke parametre Mayo ændrede på, var arbejdsgruppen altid mere effektiv end den øvrige produktion. Det ledte ham til sidst til den konklusion, at det var gruppens følelse af samhørighed og deres oplevelse af interesse fra ledelsens side, der havde den største positive betydning for effektiviteten. Dette førte senere Mayo til at konkludere, at opbyggelse af sociale relationer på arbejdet kunne løse de konflikter, som den på dét tidspunkt populære ledelsesform scientific management gav. Konflikter, som han mente udsprang af, at arbejderne under scientific management savnede meningsfuld social kontakt på arbejdet. 
Dette blev starten på HRM-traditionen, men da Mayo således på dette tidspunkt så på relationer frem for ressourcer, betegnede han sit arbejde som Human Relations Management. Senere er betegnelsen blevet ændret til Human Resource Management.
 Der er for få eller ingen kildehenvisninger i denne artikel, hvilket er et problem. Du kan hjælpe ved at angive troværdige kilder til de påstande, som fremføres i artiklen.